# میرعزیزی (اسلام‌آباد غرب)
میرعزیزی (اسلام‌آبادغرب)، روستایی از توابع بخش مرکزی شهرستان اسلام‌آباد غرب در استان کرمانشاه ایران است.

## جمعیت
این روستا در دهستان شیان قرار دارد و براساس سرشماری مرکز آمار ایران در سال ۱۳۸۵، جمعیت آن ۸۴۶ نفر (۱۹۱ خانوار) بوده است.